# Noël Mangin
Noël Mangin, född 31 december 1931 i Wellington, Nya Zeeland, död 4 mars 1995 i Auckland, Nya Zeeland, var en nyzeeländsk musiker och skådespelare.